# Brachirus annularis
Brachirus annularis es una especie de pez de la familia Soleidae en el orden de los Pleuronectiformes.

## Distribución geográfica
Se encuentran en las costas del noroeste de Australia y Japón.